# ليلي ماثيوز
ليلي ماثيوز (بالإنجليزية: Lily Matthews) هي دراجة بريطانية، ولدت في 30 سبتمبر 1989 في ويلز في المملكة المتحدة.